# اداوی سوراوانهالی
اداوی سوراوانهالی (به انگلیسی: Adavi Sooravvanahalli) در هند است که در کارناتاکا واقع شده‌است.